# Hanna Misiołek
Hanna Dorota Misiołek (ur. 25 sierpnia 1961 w Legnicy) – polska lekarka, specjalistka anestezjologii i intensywnej terapii, otolaryngolog,  profesor nauk medycznych, od 2006 kierownik Katedry i Kliniki Anestezjologii i Intensywnej Terapii Wydziału Nauk Medycznych w Zabrzu Śląskiego Uniwersytetu Medycznego.

## Życiorys
Po uzyskaniu świadectwa dojrzałości rozpoczęła studia medyczne w Śląskiej Akademii Medycznej na Wydziale Lekarskim w Zabrzu, które ukończyła w 1987 roku. Staże naukowe odbyła na Oddziale Leczenia Bólu w Roskilde County Hospital w Kopenhadze oraz w Glenfield Hospital w Leicester. W 2010 uzyskała tytuł profesora nauk medycznych.
Pracę zawodową rozpoczęła w 1987. Od 1991 zatrudniona w Zakładzie Anestezjologii Klinicznej w Zabrzu, początkowo jako asystent, a od 1998 jako adiunkt i zastępcą kierownika jednostki. Od 1 lutego 2006 pełni funkcję Kierownika Katedry. 
Uzyskała specjalizację I st. z otolaryngologii (1991) oraz I st. (1994) i II st. (1998) z anestezjologii i intensywnej terapii.
Przewodnicząca Sekcji Anestezjologii Regionalnej i członek Zarządu Głównego Polskiego Towarzystwa Anestezjologii i Intensywnej Terapii (PTAiIT) oraz przewodnicząca Polskiego Stowarzyszenia Znieczulenia Regionalnego i Leczenia Bólu. Członek European Society of Anaesthesiology (ESA) oraz European Society of Regional Anaesthesia and Pain Therapy (ESRA).

## Odznaczenia
- Srebrny Krzyż Zasługi (2023)[4]